# Acaciella angustissima
Espèce
Synonymes
- Acacia angulosa Bertol.[2]
- Acacia angustissima (P. Mill.) Kuntze[3]
- Acacia boliviana Rusby[3]
- Acacia elegans M.Martens & Galeotti[2]
- Acacia filicina Willd.[2]
- Acacia glabrata Schltdl.[2]
- Acacia insignis M.Martens & Galeotti[2]
- Acacia pittieriana Standl.[2]
- Acaciella angulosa (Bertol.) Britton & Rose[2]
- Acaciella breviracemosa Britton & Rose[2]
- Acaciella costaricensis Britton & Rose[2]
- Acaciella holtonii Britton & Killip[2]
- Acaciella martensis Britton & Killip[2]
- Acaciella rensonii Britton & Rose[2]
- Acaciella santanderensis Britton & Killip[2]
- Acaciella talpana Britton & Rose[2]
- Mimosa angustissima Mill.[3] [2]
- Mimosa filicioides Cav.[2]
- Mimosa ptericina Poir.[2]
- Senegalia angustissima (Mill.) Pedley[3]

Acaciella angustissima est une espèce de plantes à fleurs de la famille des Fabacées originaire d'Amérique centrale.